# كارل بيردسونغ
كارل بيردسونغ (بالإنجليزية: Carl Birdsong)‏ هو لاعب كرة قدم أمريكية أمريكي، ولد في 1959 في كوفمان في الولايات المتحدة.

## وصلات خارجية
- كارل بيردسونغ على موقع مرجع كرة القدم المحترفة.كوم (الإنجليزية)